# Gentiana bokorensis
Gentiana bokorensis är en gentianaväxtart som beskrevs av S. Hul. Gentiana bokorensis ingår i släktet gentianor, och familjen gentianaväxter. Inga underarter finns listade i Catalogue of Life.